# Lingue uto-azteche
Le lingue uto-azteche sono una famiglia di lingue native americane del nord e centro America.
Si tratta della famiglia linguistica più numerosa del continente americano, composta da circa 60 lingue e parlata da oltre 1,5 milioni di persone.

## Classificazione e distribuzione
Una classificazione abbastanza diffusa riconosce due rami, uno settentrionale, diffuso nei territori del sud-ovest degli Stati Uniti, ed uno meridionale diffuso quasi totalmente nel Messico.

### Lingue Uto-azteche settentrionali
Si tratta in tutto di 16 lingue (di cui 3 estinte) suddivise in quattro gruppi:
- Lingua hopi
- Lingue numiche
  - Sottogruppo centrale
    - Lingua comanche
    - Lingua shoshoni
    - Lingua timbisha

  - Sottogruppo meridionale
    - Lingua kawaiisu
    - Lingua ute meridionale - paiute

  - Sottogruppo occidentale
    - Lingua mono
    - Lingua paiute
- Lingue takiche
  - Gruppo cupan
    - Lingua cahuilla
    - Lingua cupeño (estinta)
    - Lingua luiseño

  - Gruppo serrano-gabrielino
    - Lingua serrano
    - Lingua gabrielino (estinta)
    - Lingua kitanemuk (estinta)
- Lingua tubatulabal

### Lingue Uto-azteche meridionali
Si tratta di circa 60 lingue, di cui ne sopravvivono 48, suddivise in due gruppi principali:
- Lingue azteche
  - Lingua pochutec (estinta)
  - Lingue nahuatl
  - Lingua pipil
- Lingue sonoriane
  - Lingue cahita
    - Lingua mayo
    - Lingua opata (estinta)
    - Lingua yaqui

  - Lingue corachol
    - Lingua cora
    - Lingua huichol

  - Lingue tarahumaran
    - Lingua guarijio o (Huarijío)
    - Lingue tarahumara

  - Lingue tepiman (o Pima)
    - Lingua tepecano (estinta)
    - Lingue tepehuan
    - Lingua Pima Bajo
    - Lingua Tohono O’odham

  - Lingua tubar (estinta)